# 臺北市大同區雙蓮國民小學
25°03′39″N 121°31′01″E / 25.060946°N 121.516849°E
臺北市大同區雙蓮國民小學是一所位於臺北市大同區的市立國民小學，附設幼兒園，創立於1942年4月1日，原明治國民學校。

## 歷史
臺北州公告「臺北市明治國民學校」於昭和17年（1942年）4月1日成立，並借用大橋國民學校（今大橋國小）校舍開辦。昭和18年（1943年）校舍竣工，校址遷至大同區寧夏路91巷15號。1946年，校名改稱為「台北市建成區双蓮國民學校」，1968年因應九年國民教育實行，校名改為「臺北市建成區雙蓮國民小學」。1990年，建成區併入大同區，而校名改為「臺北市大同區雙蓮國民小學」。

## 歷任校長
日治時期前兩任校長為大橋國民學校校長兼任：
| 屆 | 姓名       | 任期                      | 備註             |
| -- | ---------- | ------------------------- | ---------------- |
| -  | 小林正一   | 1942年4月1日 - 1942年8月  | 兼任大橋國小校長 |
| -  | 渡邊正     | 1942年8月24日 - 1942年3月 | 兼任大橋國小校長 |
| 1  | 澁江和三郎 | 1943年4月1日 - 1945年2月  |                  |
| 2  | 李天賜     | 1945年2月 - 1955年8月     |                  |
| 3  | 李明來     | 1955年9月 - 1960年8月     |                  |
| 4  | 陳錫福     | 1960年9月 - 1964年8月     |                  |
| 5  | 張烏洋     | 1964年9月 - 1969年3月     | 原任延平國小校長 |
| 6  | 楊增煥     | 1969年3月 - 1975年1月     |                  |
| 7  | 陳永熙     | 1975年2月 - 1979年7月     |                  |
| 8  | 劉哲三     | 1979年8月 - 1985年7月     | 原任延平國小校長 |
| 9  | 許文耀     | 1985年8月 - 1991年7月     |                  |
| 10 | 葉春梅     | 1991年8月 - 1996年8月     |                  |
| 11 | 林嘉彬     | 1996年8月 - 2003年7月     |                  |
| 12 | 李聰超     | 2003年8月 - 2007年7月     |                  |
| 13 | 謝明燕     | 2007年8月 - 2014年7月     |                  |
| 14 | 何芳錫     | 2014年8月 - 2020年7月     |                  |
| 15 | 張素花     | 2020年8月 -               |                  |

## 學區
- 大同區
  - 雙連里（1-19、21-24、27-32鄰）
  - 民權里
- 中山區
  - 集英里（1-20鄰）。
  - 民安里（16、19-21鄰）